# گذرگاه گومل
گذرگاه گومل یک گذرگاه کوهستانی بر روی مرز دیورند بین افغانستان و وزیرستان جنوبی در مناطق قبیله‌ای فدرال است. این گذرگاه نام خود را از رود گومل گرفته و در میان راه تنگه خیبر و دره بولان است. این گذرگاه ولایت غزنی در افغانستان را با ناحیه تانک و ناحیه دیره اسماعیل خان در پاکستان وصل می‌کند. گذرگاه گومل مدت‌ها مسیر تجارت قوم پوویندان بوده‌است.
دو رودخانه شناپاستا و شور ماندا در پاکستان و همچنین نهر مرندز رقاه کوری در افغانستان از نزدیکی گذرگاه گومل جریان دارند.